# Limmattal-Strassenbahn

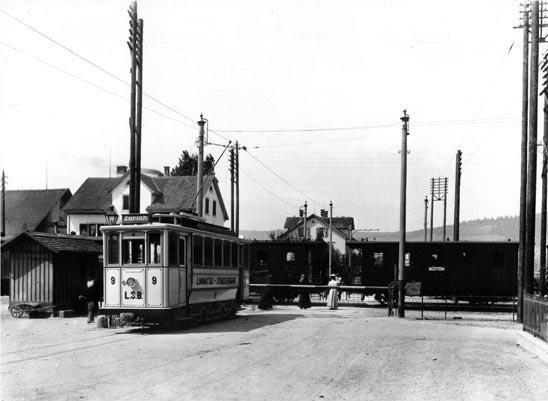
Beim Bahnübergang in Schlieren, undatiert, vor 1925

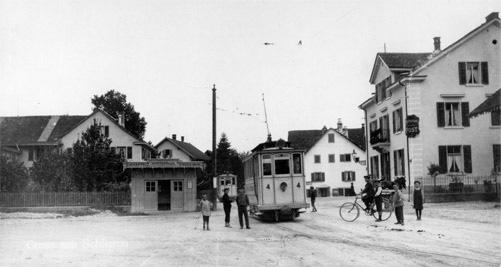
Undatiert, vor 1925

Die Limmattal-Strassenbahn (LSB) war eine Strassenbahngesellschaft im schweizerischen Limmattal, ganz überwiegend in dessen Zürcher Teil. Die LSB bediente die Strecke zwischen Zürich-Letzigraben und Dietikon sowie die davon abzweigende Verbindung Schlieren–Weiningen. Heute ist von der ehemaligen LSB nur noch der Abschnitt Letzigraben–Schlieren in Betrieb, wobei die Strecke Farbhof–Schlieren zwischenzeitlich von einem Bus bedient wurde; heute wird sie von der Tramlinie 2 der Verkehrsbetriebe Zürich (VBZ) bedient. Damit ist die LSB eine der acht Vorgängerinnen des heutigen Stadtzürcher öffentlichen Verkehrs.
Die 2022 eröffnete Limmattalbahn ist keine direkte Nachfolgerin der alten LSB.

## Geschichte

### Vorgeschichte
Nachdem bereits 1893 ein erstes Gesuch um eine Betriebskonzession für eine Strassenbahnstrecke beim eidgenössischen Parlament eingereicht worden war, erging am 15. Oktober 1897 die Bundeskonzession für eine Strassenbahnlinie von Zürich (ab der damaligen Stadtgrenze beim Letzigraben) über Altstetten und Schlieren nach Dietikon, mit einem Abzweiger von Schlieren nach Unterengstringen und Weiningen. Im unmittelbaren Anschluss wurde ein Förderungskomitee bestellt, welchem die Gemeindepräsidenten von Altstetten, Dietikon, Schlieren, Unterengstringen und Weiningen als Ortsvertreter angehörten.
Zwei Jahre später wurde die Limmattal-Strassenbahn AG gegründet, es wurden in der Folge Verträge mit BBC über den Bau der Bahnanlage im Rahmen des Kostenvoranschlages von 1'080'000 Franken, mit der Motor AG in Baden betreffend der Übernahme des Obligationenkapitals in Höhe von 650'000 Franken, mit der Wagenbaufabrik Geissberger über die Abtretung eines Grundstücks als Betriebsareal und mit dem Elektrizitätswerk der Stadt Zürich über die Lieferung von Drehstrom an die Umformerstation Schlieren abgeschlossen und so die technische Grundlage für den Betrieb der Limmattal-Strassenbahn geschaffen.

### Inbetriebnahme
Am 10. April des Jahres 1900 begann der Bau der Bahnanlagen, noch im selben Jahr, am 20. Dezember, fand die Eröffnung der Limmattal-Strassenbahn statt. Zunächst erfolgte der Betrieb auf der 8,8 Kilometer langen Strecke Zürich (Letzigraben)–Dietikon mit acht gelb gestrichenen Motorwagen sowie mit Fahrzeugen zur Güter- und Postbeförderung. Im Folgejahr konnte dann auf der 3,1 Kilometer langen Strecke Schlieren–Weiningen der Betrieb ebenfalls aufgenommen werden. Die Limmat wurde auf einer 64 Meter langen, speziell für den Betrieb der Strassenbahn erstellten Brücke überquert.
Nach einigen finanziellen Turbulenzen in den Anfangsjahren schrieb die LSB 1904 erstmals schwarze Zahlen und wies einen Einnahmenüberschuss von 51 Franken auf. Insbesondere Einnahmen aus dem Gütertransport, vor allem Bier und Kies, verbesserten um 1906 das Betriebsergebnis. Dennoch wurde 1911 eine durchgreifende finanzielle Restrukturierung notwendig.
Fünf Jahre später, 1916, wurde bei den Fahrgastzahlen erstmals die Millionengrenze übertroffen. Einen Benutzerrekord erzielte die LSB 1920: Die Limmattaler Strassenbahn transportierte in diesem Jahr 2'253'265 Personen, die höchste Zahl in der gesamten Betriebsgeschichte. Zurückzuführen war diese Zahl vor allem auf den Kohlemangel und die damit verbundene Unzuverlässigkeit auf der noch nicht elektrifizierten Strecke der Schweizerischen Bundesbahnen. 1928 mussten aufgrund finanzieller Schwierigkeiten die Gleise Schlieren–Dietikon abgebrochen werden, die Strecke wurde provisorisch durch einen Busbetrieb bedient.

### Liquidation
1930 ging die Limmattal-Strassenbahn AG in Liquidation. Im Folgejahr wurde der Betrieb der LSB von der Stadt Zürich übernommen und in die Städtische Strassenbahn Zürich überführt. Die Strecken Schlieren–Dietikon und Schlieren–Weiningen wurden endgültig auf Autobusse umgestellt. Die städtische Tramlinie 2 bediente von nun an Schlieren, welches so mit dem Bahnhof Tiefenbrunnen an der südlichen Stadtgrenze verbunden war. Der Motorwagen Nummer 2 gelangte an die Martigny-Châtelard-Bahn (MC) im Kanton Wallis.
1956 wurde der Strassenbahnbetrieb auf dem Streckenabschnitt Farbhof–Schlieren eingestellt. Im Rahmen der zeitweise angedachten Umstellung aller Zürcher Trams auf Trolleybusse wurde diese Strecke durch die neue Linie 31 des Trolleybus Zürich von Burgwies über Zeltweg, Hauptbahnhof, Hardplatz und Farbhof nach Schlieren ersetzt, welche anstelle der bisherigen Tramline 1 entstand.

### Heute
Das 2004 vorgestellte Gesamtverkehrskonzept Limmattal der Kantone Zürich und Aargau sah eine neue Strassenbahn auf der ehemaligen Achse der Limmattal-Strassenbahn AG vor, die allerdings über Dietikon hinaus bis zum Bahnhof Killwangen-Spreitenbach weitergeführt werden sollte. Nach dem Beschluss des Kantonsrates vom 30. März 2015 ergriff das Komitee «Limmattalbahn – NEIN!» das Referendum. Dieses kam in kurzer Zeit zustande, und die Volksabstimmung wurde auf den 22. November 2015 angesetzt. Bei dieser Abstimmung stimmte der Kanton Zürich als Ganzes dem Bau deutlich zu, womit die geplante Strassenbahn gebaut werden konnte. Der direkt betroffene Bezirk Dietikon hatte den Bau abgelehnt. Auf dem ersten Abschnitt von Farbhof nach Schlieren, Geissweid wurde am 2. September 2019 der Betrieb aufgenommen; die Strecke von Schlieren bis zum Bahnhof Killwangen-Spreitenbach wurde am 11. Dezember 2022 dem fahrplanmässigen Betrieb übergeben.

## Restauration des LSB-Rollmaterials

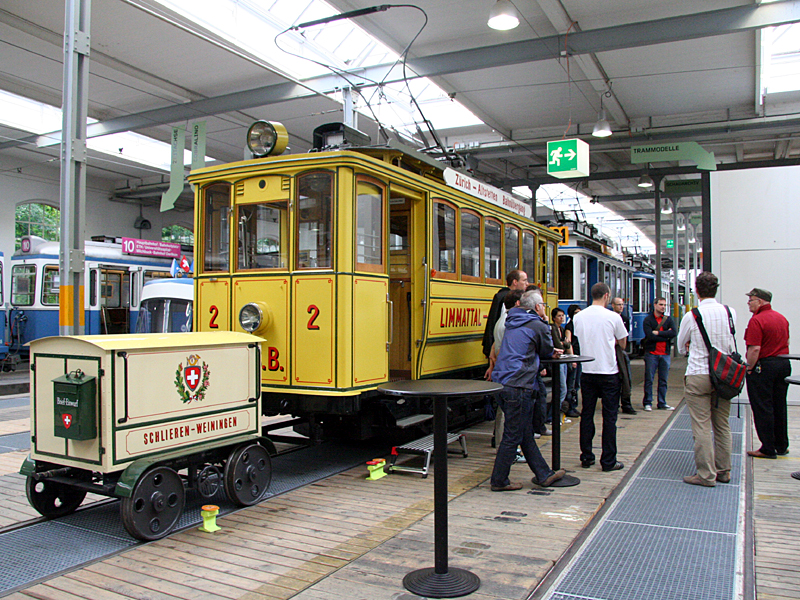
Ce 2/2 «Lisebethli» der LSB im Tram-Museum Zürich

1967 kam der einstige LSB-Wagen Nr. 10, welcher 1931 von der Städtischen Strassenbahn Zürich zu einem Schweisswagen umgebaut worden war, ins Tram-Museum. Dort beabsichtigte man, das Fahrzeug in den Originalzustand vor 1931 rückzubauen, da der Wagen seither unter anderem Scheibenräder, neuere Motoren und Kontroller erhalten hatte.
1974 gelang es dem Verein Tram-Museum Zürich, den Motorwagen Nummer 2 nach Zürich zurückzuholen. Bis 1995 konnte er durch die ehrenamtlich tätigen Mitglieder des Vereins restauriert werden. Da eine Rückführung in den Zustand von 1900 mit Trolleybügel Fahrten auf dem Netz der Verkehrsbetriebe Zürich verunmöglicht hätte, entschied man sich, den Wagen in den Zustand von 1931 zurückzuversetzen. 2001 feierte der «Lisebethli» genannte Motorwagen seine zweite Jungfernfahrt.